# Domonic Jones
Domonic Jones (* 26. August 1981 in Richmond, Virginia) ist ein US-amerikanischer Basketballspieler, der nach seinem Studium an seinem Geburtsort von 2004 bis 2010 als Profi in der deutschen Basketball-Bundesliga spielte. Zuletzt spielte er in der Saison 2011/12 in der zweiten deutschen Spielklasse ProA beim ehemaligen Erstligisten aus Karlsruhe.

## Karriere
Während seines Studiums an der Virginia Commonwealth University war Jones Mitglied der Rams, welche als Hochschulmannschaft in der Colonial Athletic Association der NCAA Division I spielen. Er gehört zu den fünf besten Punktesammlern aller Zeiten dieses Teams und wurde in seinem Abschlussjahr als bester Spieler dieser NCAA-Conference ausgezeichnet.
Nach Studienende unterschrieb er 2004 einen Profivertrag im badischen Karlsruhe und spielte dort bis zum Abstieg der BG Karlsruhe aus der BBL 2007. Anschließend war eine Saison in Braunschweig bei den Phantoms aktiv, bevor nach Baden-Württemberg zurückkehrte und zwei Spielzeiten im württembergischen Ludwigsburg bei Stuttgart aktiv war. 2010 wurde sein Vertrag nicht verlängert. Tyron-Clement McCoy, ebenfalls Absolvent der VCU und erfolgreicher Spieler der Rams, war als Co-Trainer von Ludwigsburg zu den Dragons ins Artland gewechselt und vermittelte Jones als Ersatz für den zu Saisonbeginn verletzten Bryan Bailey. Nach neun Spielen durfte Jones die Mannschaft wieder verlassen und im Februar 2011 unterschrieb er einen Vertrag im belgischen Verviers. Dort spielte er bis zum Ende der Saison. Nachdem er zunächst keinen neuen Verein zur Saison 2011/2012 gefunden hatte, schloss sich Jones im November 2011 seinem ehemaligen Verein BG Karlsruhe in der zweitklassigen ProA an. 2012 heiratete Jones und entschloss sich, für die Saison 2012/13 nicht mehr nach Deutschland zurückzukehren.

## Erfolge
- Auszeichnung als NCAA-CAA Player of the Year 2004
- Berufung zum BBL All-Star Game 2007